# 煙

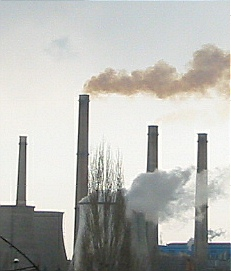
煙突から排出される煙。

煙（けむり）は、気体中に固体または液体の微粒子（10µm程度未満）が浮遊している状態。
煙の組成は、燃やすものによって異なる。ただの水蒸気から、ダイオキシンのような有害な微粒子を含む場合もあり、産業廃棄物を野焼きで燃やせない理由でもある。煙害など人体への影響を考慮する場合は、微粒子群だけでなく微粒子を含む気体もあわせて考慮する必要がある。
火事での死亡事例の多くは、煙を吸い込み、呼吸困難になるため発生する。煙を排出する設備が排気管や煙突である。一方で通信手段として利用されてきたほか、燻蒸・燻煙式の殺虫剤などにも利用されている。

## 定義
一般に煙は気体中に微粒子群（10µm程度未満）が浮遊している状態をいう。その多くは熱分解反応や燃焼反応によって生成される。ただし、土煙は燃焼ではなく埃や砂が巻き上げられることで発生する。
霧も空気中に水の粒子が浮遊している状態であるが、粒子が大きく（10µm-50µm）、生成過程も大きく異なるため煙とは呼ばない。しかし、煙霧質と捉えると煙と霧の区別は明確にしにくい。
なお、煙の濃度には空間中の粒子の質量を表す質量煙濃度と光がどの程度遮られるか減光係数で計算する量光学的濃度がある。

## 性質

### 化学的性質
煙は化学的には煤（すす）や常温で液体の物質が一度気化してから冷たい空気に触れて凝結した微粒子などである。
煙の色や生成物は炎（焔）を出して燃える発炎燃焼（発焔燃焼）か燻焼状態かで異なる。酸素が十分に供給される発炎燃焼（発焔燃焼）の場合、熱分解生成物中の可燃性物質はほとんど燃えてしまうが、木材のようにこれらを含む物体の多くは炭素数が多いため固体炭素を遊離して煤（すす）を生じる。そのため火災時など発炎燃焼（発焔燃焼）による煙は黒煙となる。一方、酸素が十分に供給されない燻焼状態では一酸化炭素等の熱分解物がそのまま放出されるため、有毒ガスの危険もさらに大きくなる。火災時など木材等の燻焼状態が同時に発生しているときは、木酢液、木タール、水の粒子などが煙となって放出されるため煙の色は淡色または白色である。

### 物理的性質
煙の粒子は沈降、凝集、拡散する性質がある。煙の粒子の密度は空気密度よりも大きいため、煙の粒子は終端速度という一定の速度で漸次沈降する。また、長く浮遊する煙の粒子は半径1µm以下の粒子で、これらの特に小さい粒子はブラウン運動により互いに凝集し、半径1µmより大きくなると漸次沈降する。煙の粒子には小さいほど急速に拡散する性質もあり壁などに付着する。
光学的には光はその波長と同大かそれ以下の煙の粒子にあたると散乱する性質がある。光の散乱は透明物質の煙でも発生し、物体遮蔽能力は不透明液体粒子よりも透明液体粒子のほうが大きい。

## 煙の利用

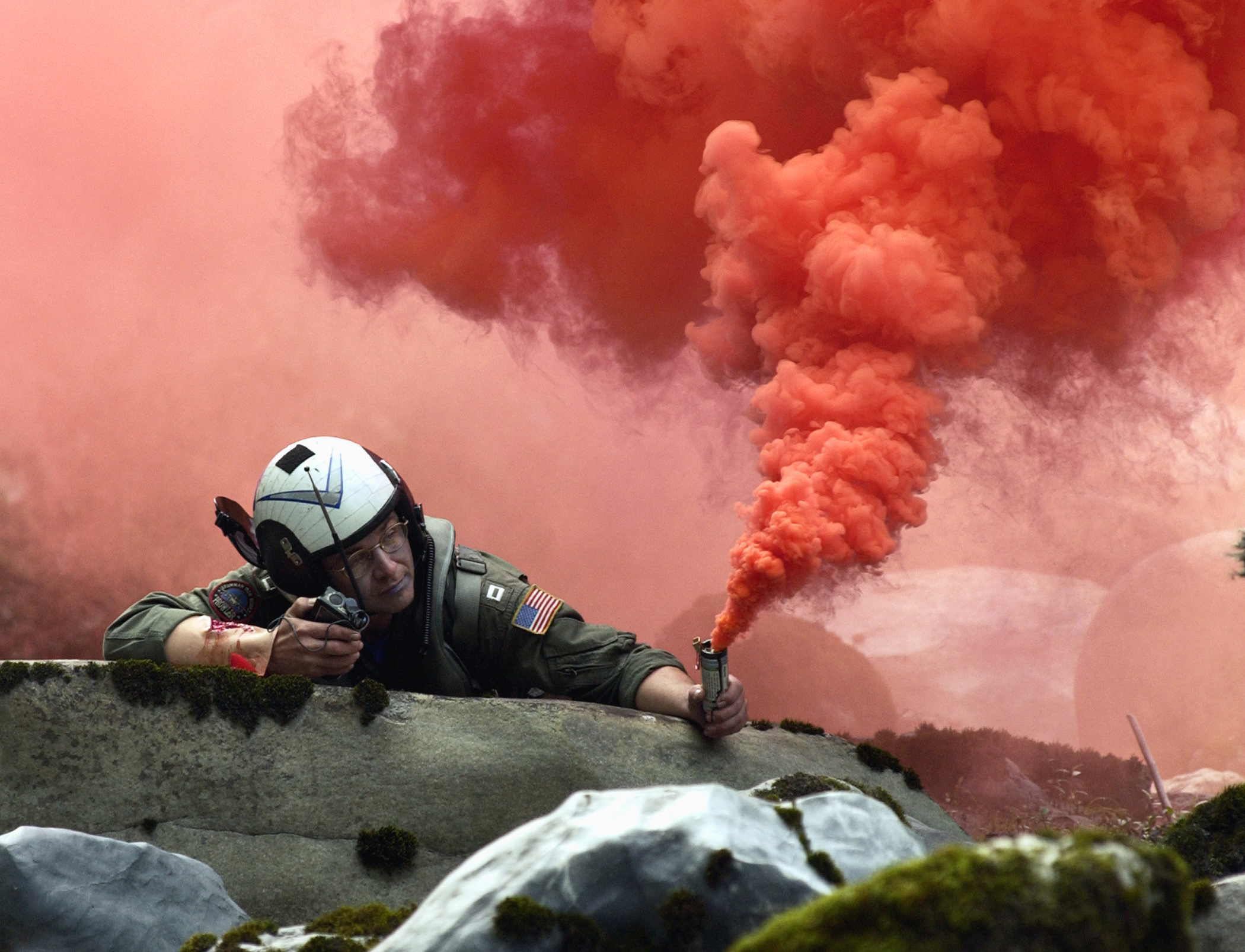
発煙筒の使用例

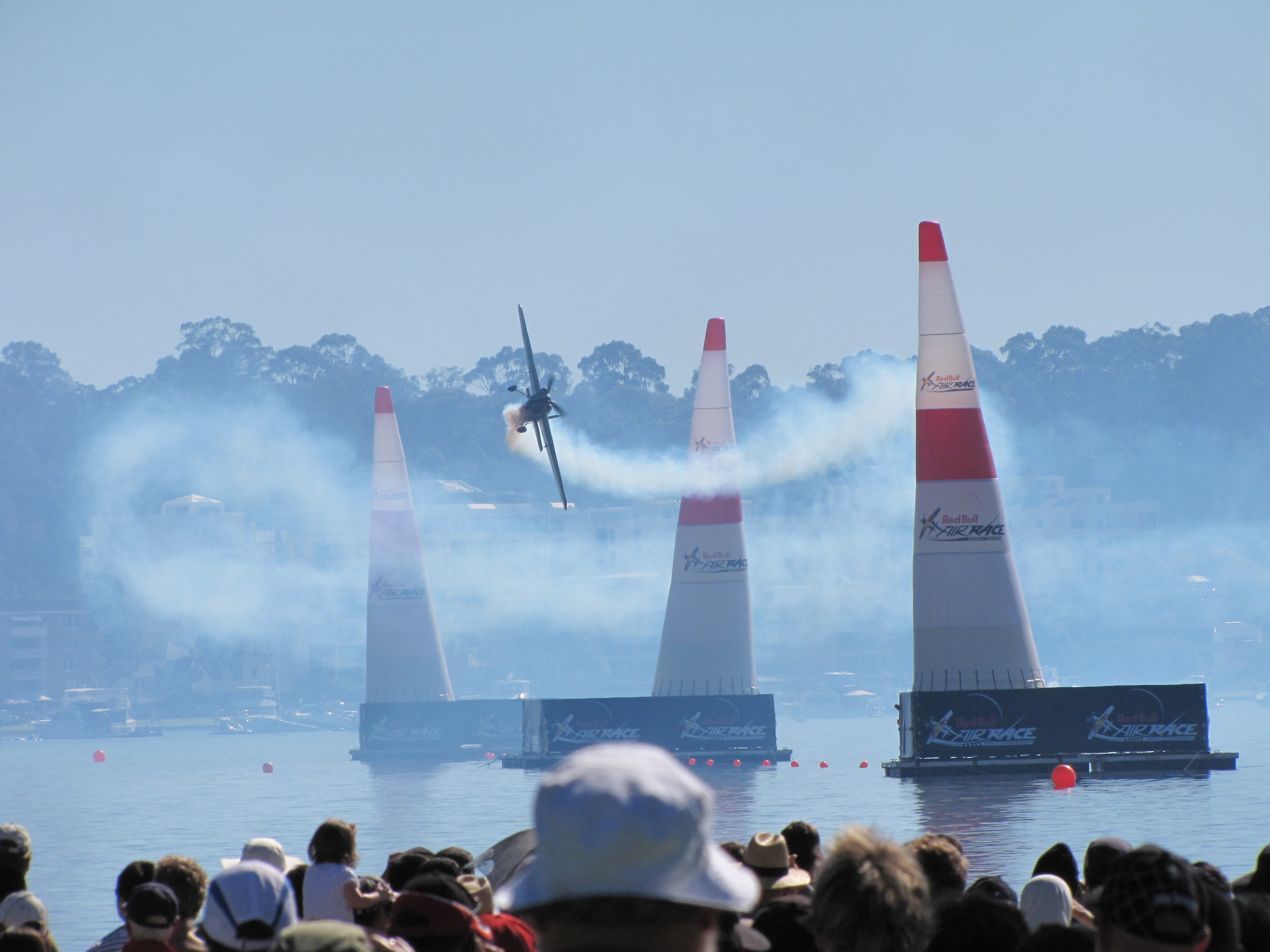
エアレースでの使用例

利用法としては、狩猟や殺虫のための煙、通信のための狼煙、また喫煙のための煙がある。
- 煙花火（煙玉）のように色の付いた煙を楽しむ場合もある。
- 発煙筒も通信のために使われる煙の一種である。原理はかつて使われた狼煙と同じで、山岳や海上での遭難の際などに、煙によって遠方からの被視認性を高めるために用いられる。なお、車や列車が事故を起こしたときや故障で停止してしまったとき、危険を周囲に知らせるために使用される器具として、発炎筒および信号炎管がある。同じ発音になるため混同されることがあるが、こちらは明るい赤色の火炎によって危険を知らせるもので、同時に煙も発生するもののごく少量である。煙が多量に発生すると、遠方からの視認性は高まるとしても、風向きや現場の環境（トンネル内など）によっては周囲の車両の視界が悪くなってしまう可能性があるため、煙ではなく炎の光を信号として用いている。
- 喫煙される嗜好品は多く、タバコ、大麻などが一般的である。
- 燻製を作る場合には煙の独特の匂いが利用される。
- 軍事面や防犯面では、煙幕を使うことで、戦闘時に自分の姿を消したり敵の視界を奪うと言った欺瞞の手段の1つとして古くから使われてきた。現在では画像誘導ミサイルや、レーザーによって追尾されるレーザー誘導ミサイルと言ったものから身を守る手段としても使われている。これらについての詳細は煙幕を参照。
- 航空ショーや特撮映画の演出として煙が使われるのは、パラフィンや油などを燃焼・蒸発・霧化させた煙である。
- 演劇の舞台でも演出として煙が使われることがあるが、この場合は観客や役者が近くにいるため、燃焼による煙ではなく、ドライアイスによって空気が冷やされ、空気中の水蒸気が水滴として析出したもの、すなわち湯気である。舞台や避難訓練用には持ち運びできるスモークマシンが利用される。

## 比喩
煙は人間生活に馴染み深いものであるため、様々な比喩やことわざがある。
煙に巻く
煙幕で身を隠すさまから、自分の責任が問われているとき、別のことや見当外れのことを言って、なんとかその場を逃れようとすること。「煙に巻くようなことをしないでちゃんと話してくれ」など。
狼煙を上げる
狼煙を目印に敵陣に攻撃を仕掛けたことに由来し、何か大きなことを起こすきっかけを作ること。「部長の決断が部下全員に起死回生の狼煙を上げた」など。「引き金を引く」「先陣を切る」なども同意味。
煙たい（けむたい）
薪の煙がかかると、目が痛くなったりせきをしたりする。そのことから、目障りな言動をする人のことを指す。「あの人はいつも自分の自慢ばかりしているが、本当に煙たい人だ」など。
スモーキー
燻製やウイスキーを作る麦芽を乾燥させる際につく残香を指す。英語の smoky flavour に相当。
馬鹿と煙は高いところへのぼる
愚かな者は後先考えずに高いところ(危険な場所)へ好き好んで行ってしまうこと、またはおだてに乗りやすいことを、上へ上へと立ち昇ってゆく煙に例えたこと。